# 伯克 (伊利諾伊州)
伯克（英語：Burke）是位於美國伊利諾伊州卡洛爾縣的一個非建制地區。該地的面積和人口皆未知。

## 地理
伯克的座標為42°03′04″N 90°02′12″W / 42.05111°N 90.03667°W，而該地的平均海拔高度為229米（即751英尺）。